# Лавчани
Лавчани (мкд. Лавчани) су насеље у Северној Македонији, у западном делу државе. Лавчани припадају општини Кичево.

## Географија
Насеље Лавчани је смештено у западном делу Северне Македоније. Од најближег већег града, Кичева, насеље је удаљено 12 km западно.
Лавчани припадају историјској области Горња Копачка. Село је положено на јужним падинама планине Бистре, изнад долине реке Треске, која овде тече горњим делом свог тока. Јужно се пружа Илинска планина. Надморска висина насеља је приближно 960 метара.
Клима у насељу је планинска због знатне надморске висине.

## Становништво
Лавчани су према последњем попису из 2002. године имали 10 становника.
Већинско становништво су етнички Македонци (100%).
Претежна вероисповест месног становништва је православље.